# 蔡和
蔡和，為《三國演義》中的虛構人物，在《演義》中與哥哥蔡中皆是蔡瑁的族弟，隨蔡瑁、張允等降曹操。
蔡瑁被曹操誤殺後，與兄长蔡中都被曹操派去東吳處擔任臥底，但被東吳大都督周瑜識破，並將計就計使曹操誤信黃蓋、甘寧欲降曹軍，最後在赤壁开战前夕，遭到斩首祭旗。